# Lee Konitz

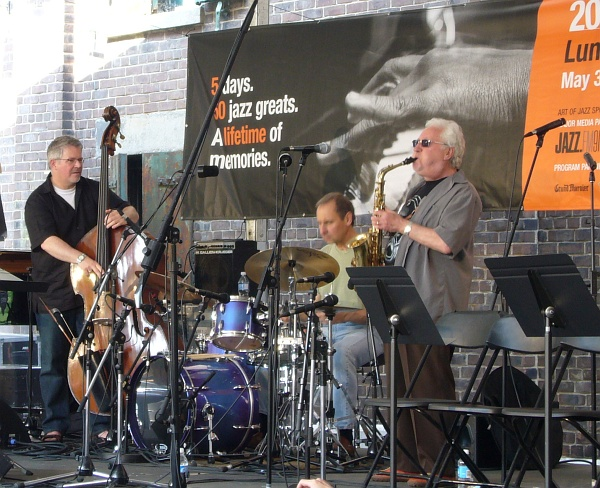
Lee Konitz Trio 2007.

Lee Konitz, född 13 oktober 1927 i Chicago, Illinois, död 15 april 2020 i Greenwich Village i New York, var en amerikansk jazzmusiker och kompositör. Han började spela klarinett som 11-åring men gick tidigt över till altsaxofon, och var elev till Lennie Tristano. 
Konitz förknippas framförallt med stilen cool jazz, bland annat för sina inspelningar med Lennie Tristanos sextett, med Stan Kenton och med Miles Davis på Birth of the Cool (1949). Med sitt speciella sound påverkade han amerikanska saxofonister som Paul Desmond och Art Pepper, men också svenska musiker som trumpetaren Jan Allan och pianisten Lars Sjösten.
Lee Konitz avled i lunginflammation 15 april 2020 i Greenwich Village, efter att ha testats positivt för Covid-19.